# Dopolavoro

La sede storica del dopolavoro ferroviario di Roma

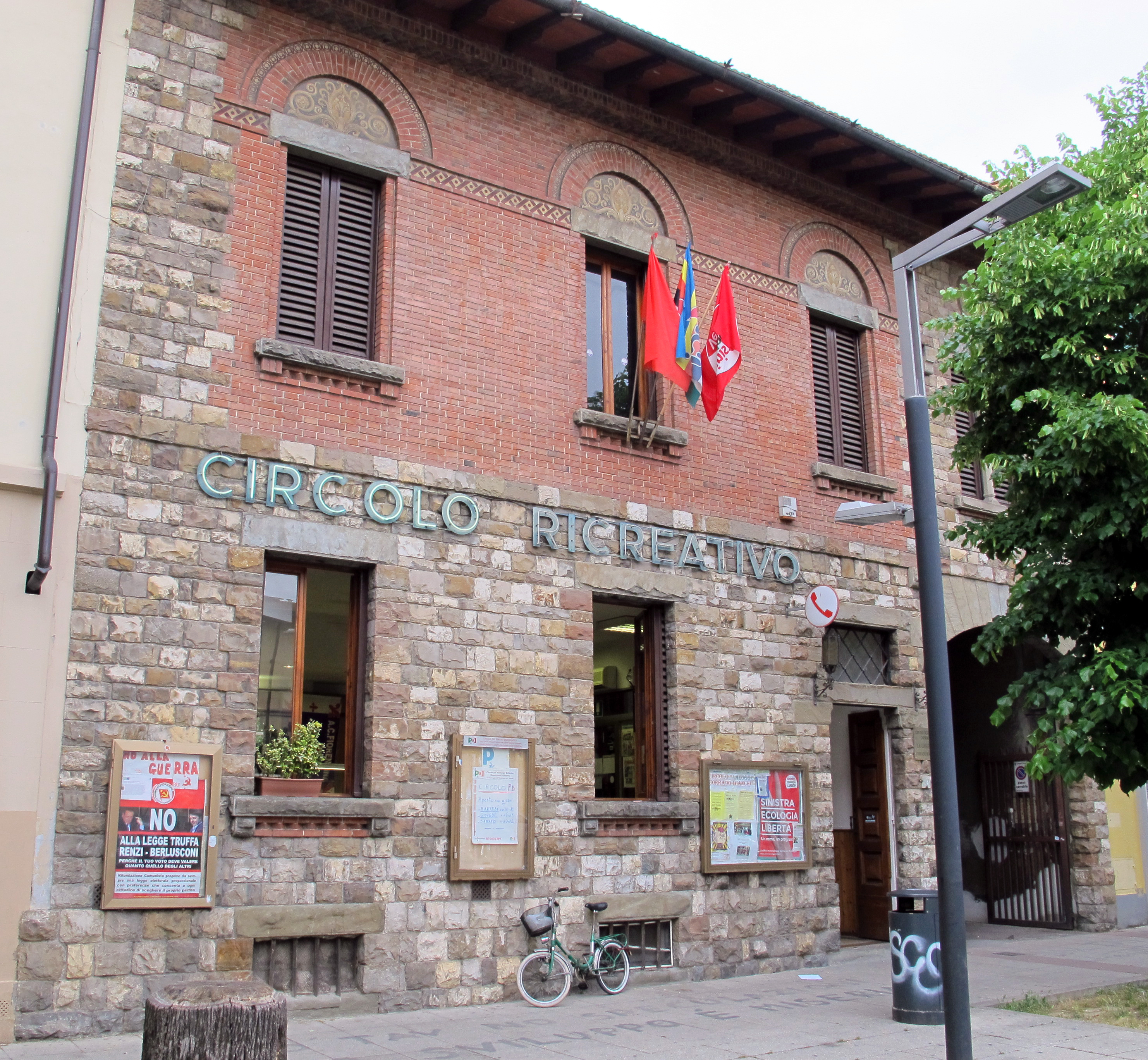
CRAL di Firenze

Il dopolavoro è l'insieme delle attività ricreative svolte dopo la fine della normale attività lavorativa. In senso connesso si intendono le associazioni create da una specifica categoria di lavoratori o da uno specifico soggetto giuridico o istituzionale per l'organizzazione di tali attività. Oggi viene organizzato soprattutto nei CRAL o nei circoli aziendali. Esistono anche analoghe istituzioni promosse istituzionalmente dai comuni, rioni e altre circoscrizioni amministrative, da associazioni di categoria, culturali, professionali, sindacali e politiche. Storicamente in Italia il più rappresentativo, numeroso e organizzato è il "dopolavoro ferroviario", spesso con sede negli stessi ambienti delle maggiori stazioni ferroviarie o in aeree dismesse delle stesse.

Squadra di pallacanestro del dopolavoro Montedison 1958

Fra le più frequenti attività svolte vi è lo sviluppo di giochi da tavolo o sport da tavolo o di squadra, per favorire la socializzazione degli aderenti. Tradizionalmente i più frequenti sono quelli legati al gioco delle carte, del biliardo e delle bocce.
Spesso gli incontri sono accompagnati da manifestazioni di carattere culturale o politico, quali discussioni, convegni, conferenze, presentazione di libri, riunioni sindacali di categoria.
Frequente è anche l'organizzazione di concerti o di eventi danzanti, la proiezione di materiale cinematografico, la visione collettiva di eventi sportivi e culturali, spesso seguiti da un dibattito, e l'organizzazione di gite, viaggi e pellegrinaggi.
Recentemente i circoli dopolavoristici hanno assunto anche funzioni di ristorazione, intrattenimento e promozione culturale rivolta ad un pubblico più vasto e aperto non solo ai membri di categoria, permettendo l'iscrizione sociale anche ai privati, anche sfruttando la storicità delle sedi e l'ambiente tradizionalmente familiare, amichevole ed accogliente.

## Storia in Italia

Festa autunnale 1903 del dopolavoro SOMS Val Vigezzo

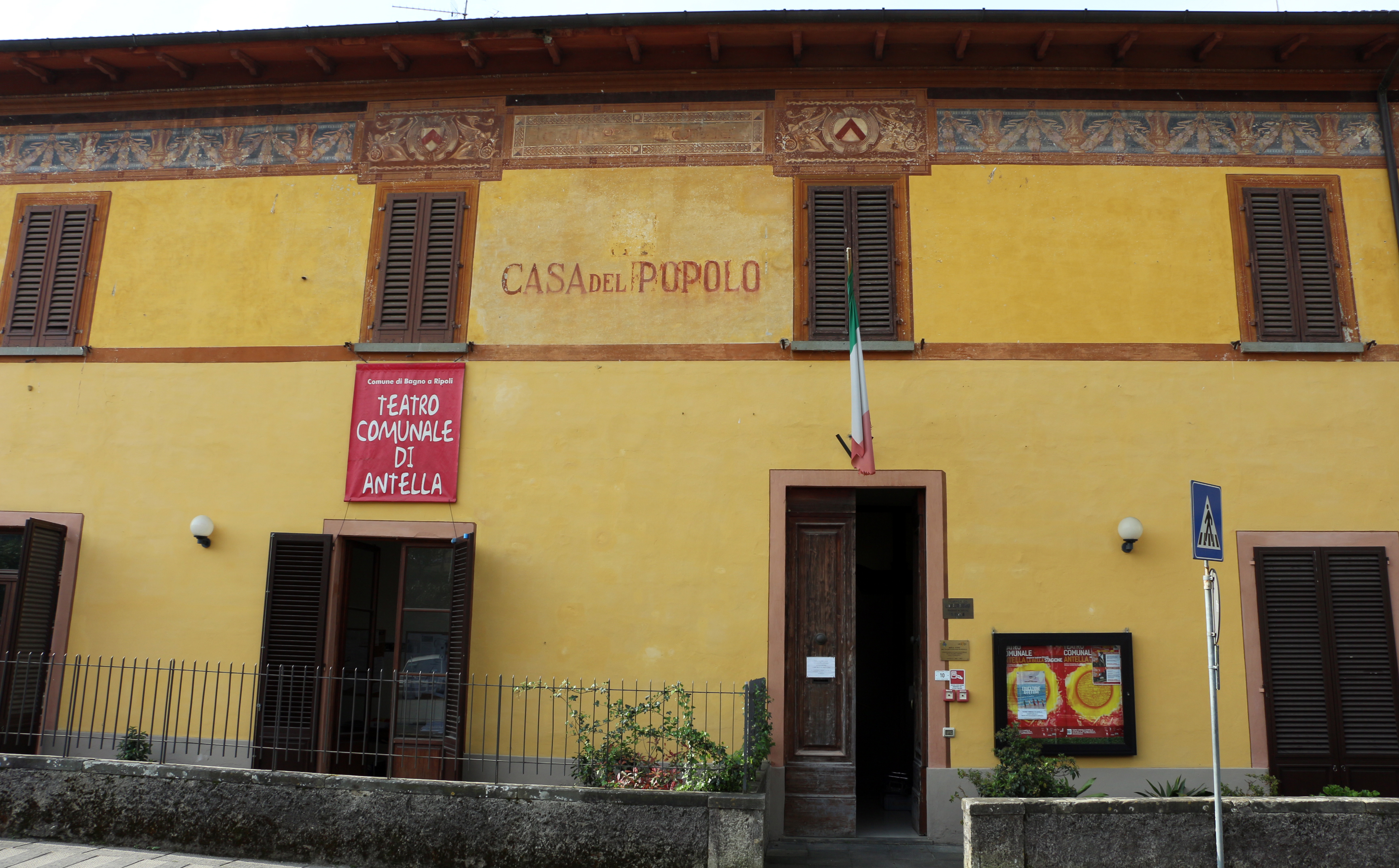
Casa del popolo di Antella

In precedenza ristretto al solo ambito dei circoli esclusivi riservati alla aristocrazia e alla nobiltà, l'associazionismo ricreativo di carattere popolare ha origine con la creazione alla fine dell'800 delle prime forme di associazionismo nell'ambito dell'operaismo industriale europeo. In Italia nascono le Società di mutuo soccorso e le Società operaie di mutuo soccorso che creeranno anche le Camere del lavoro. Queste associazioni cercavano di migliorare le condizioni miserevoli e di ristrettezza in cui versavano le classi operaie, svolgendo non solo attività sindacale e di solidarismo, ma cercando di alleviarne la ignoranza e l'indigenza anche attraverso attività ricreative e culturali. Nascono ai primi del 900 anche le Case del popolo, spesso legate al movimento socialista. 
L'avvento del fascismo decreta già dal 1921 la chiusura o trasformazione di queste libere associazioni, completata con la loro soppressione per legge nel 1924, che vengono asservite alla propaganda e al controllo del PNF, trasformandole in Case del fascio o inglobandole dal 1926 con le leggi speciali, nella istituzione dell'Opera nazionale del dopolavoro. Nasce così il termine con cui queste attività sono chiamate ancora oggi per "antonomasia".
Attraverso questi enti, grazie anche alla abolizione dei sindacati sostituiti con le corporazioni, il PNF cercava di mantenere il controllo sulle classi operaie, facendo proselitismo e propaganda, risultando utili anche per tenere sotto controllo l'umore delle classi più popolari e valutare eventuali manifestazioni o rumori di malcontento. In questi anni venne particolarmente promossa l'attività ricreativa su quella culturale, soprattutto l'attività sportiva, legata agli ideali dell'uomo forte, sano e atletico propugnata dal fascismo, rivolta anche alla gioventù delle classi operaie, con la creazione dell'Opera Balilla e delle colonie estive, o creando anche all'estero associazioni dopolavoristiche che sviluppassero il senso di orgoglio nazionale anche fra i residenti all'estero.

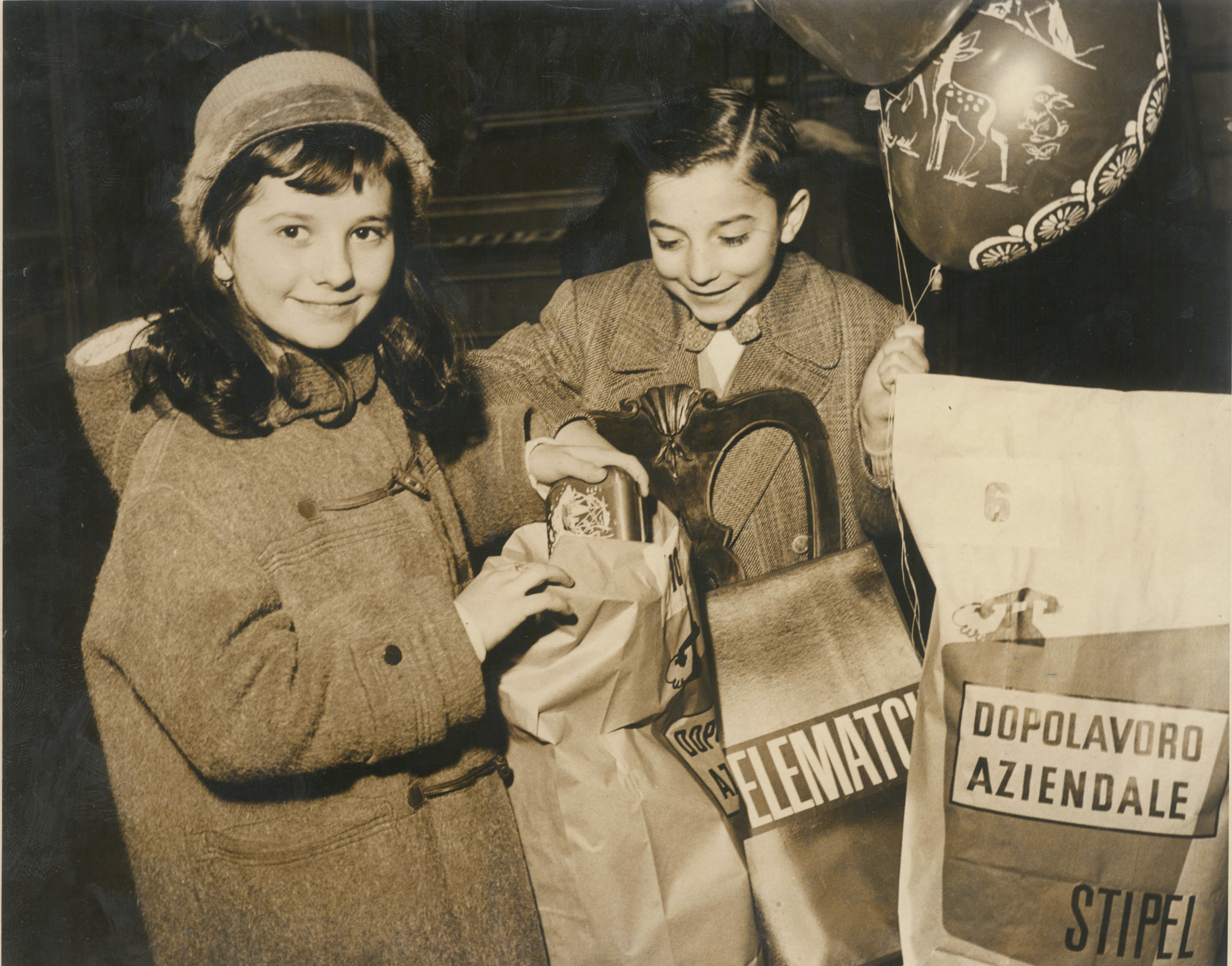
Distribuzione pacchi dono presso dopolavoro STIPEL negli anni '60

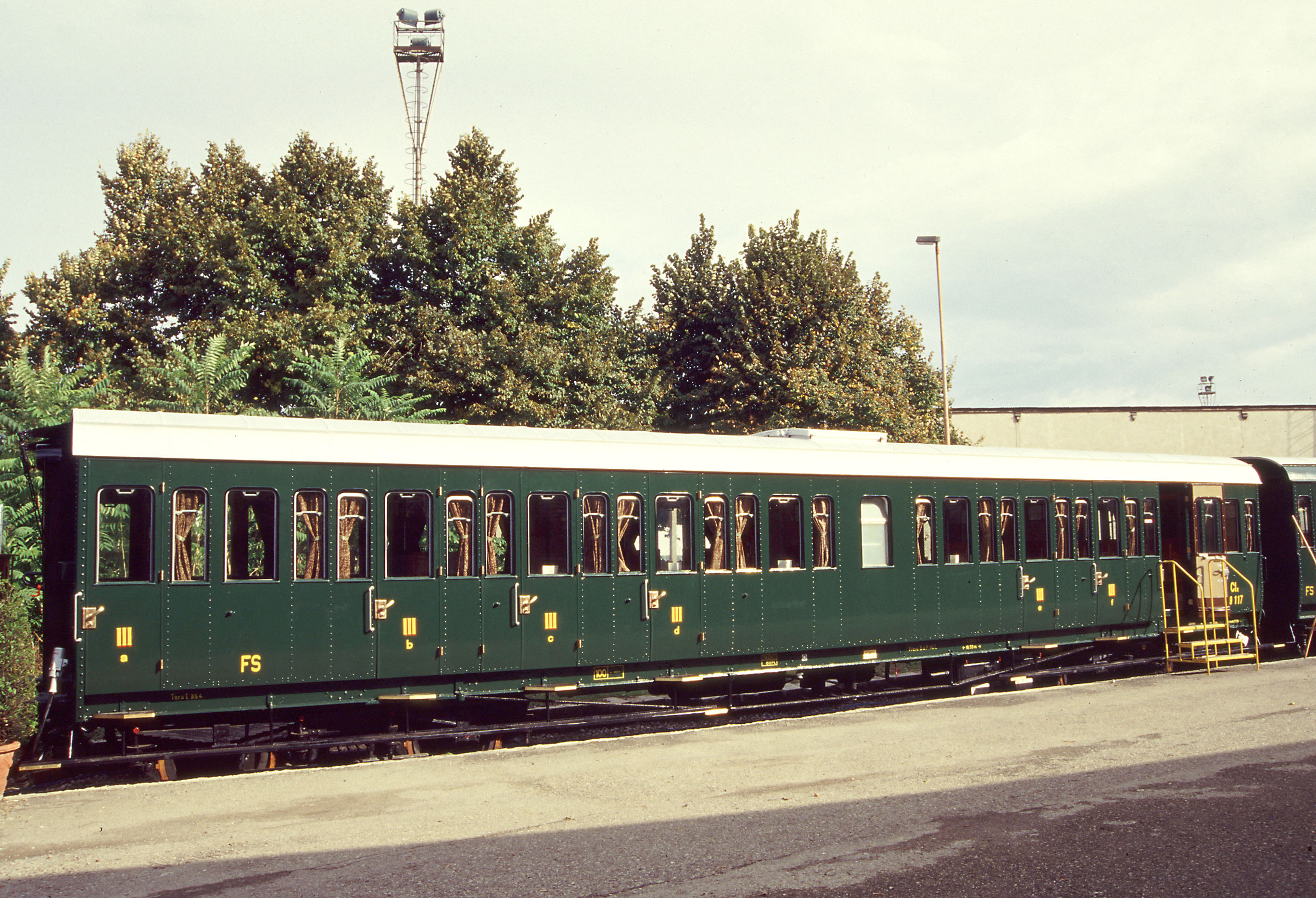
Carrozza del dopolavoro ferroviario di Bologna

La caduta del fascismo e l'instaurazione nel secondo dopoguerra della Repubblica italiana permise la libera rinascita dell'associazionismo ricreativo, anche se molte delle strutture sequestrate dal fascismo non vennero restituite in quanto reclamate come di proprietà dallo stato italiano, trasformando l'Opera dopolavoro in ENAL e ponendo le strutture ricreative-sportive sotto il diretto controllo governativo del CONI. Le prime associazioni a nascere nel secondo dopoguerra sono patrocinate da associazioni cattoliche, ACLI, l'ENDAS, la GIAC. L'associazionismo laico, formato dai circoli culturali, case del popolo, società di mutuo soccorso, nel 1956 si costituisce nella Alleanza per la ricreazione popolare, divenuta nel maggio 1957 ARCI. 
Anche le organizzazioni giovanili si riconoscono in base alla vicinanza culturale di riferimento. Ad esempio nello scautismo cattolico già nel 1945 viene rifondata l'Associazione Scouts Cattolici Italiani (ASCI) e nel 1943, in clandestinità, nasce la corrispondente Associazione Guide Italiane (AGI), mentre negli ambienti vicini alla sinistra italiana viene creata l'Associazione Pionieri d'Italia (API), diretta da Carlo Pagliarini. Mentre l'ASCI e l'AGI (poi fuse per diventare l'Associazione Guide e Scouts Cattolici Italiani) facevano parte a pieno titolo dello scautismo e del guidismo mondiali (assieme al Corpo Nazionale Giovani Esploratori Italiani, associazione scout non confessionale nata nel 1912 e formalmente mai sciolta dal regime) e crescevano, l'esperienza dell'API rimase isolata e si esaurì dopo pochi anni.
Oltre a queste associazioni generaliste si sviluppano circoli ricreativi interni alle varie associazioni professionali o aziendali. Pur se spesso legate alle associazioni nazionali, mantengono caratteri di autonomia e particolarità locali e specifiche. Queste associazioni sono oggi identificate come CRAL "Centro Ricreativo Aziendale dei Lavoratori", pur se spesso molte continuano a mantenere la denominazione informale e storica di "dopolavoro".